# Beisebol nos Jogos Pan-Americanos de 2019
O torneio de Beisebol nos Jogos Pan-Americanos de 2019 em Lima, Peru, foram realizados de 29 de julho a 4 de agosto. A sede da competição foi o estádio de Beisebol, localizado no cluster de Villa María del Triunfo. Participaram do torneio oito equipes masculinas (cada uma com 24 atletas), totalizando 192 atletas na disputa.

## Calendário
| Julho / Agosto | 24 | 25 | 26 | 27 | 28 | 29 | 30 | 31 | 1 | 2 | 3 | 4 | 5 | 6 | 7 | 8 | 9 | 10 | 11 |
| -------------- | -- | -- | -- | -- | -- | -- | -- | -- | - | - | - | - | - | - | - | - | - | -- | -- |
| Beisebol       |    |    |    |    |    |    |    |    |   |   |   | 1 |   |   |   |   |   |    |    |

|  | Dia de competição |  | Dia de final |

## Países participantes
Um total de oito delegações se classificaram para as competições de beisebol. Os números em parênteses representam o número de participantes classificados.
| - ARG Argentina (24) - CAN Canadá (24) - COL Colômbia (24) - CUB Cuba (24) | - DOM República Dominicana (24) - NCA Nicarágua (24) - PER Peru (24) - PUR Porto Rico (24) |

## Medalhistas
|  | PUR Porto Rico |  | CAN Canadá |  | NCA Nicarágua |
|  | Fernando Cabrera Freddie Cabrera Luis Cintrón Fernando Cruz Jeffrey Domínguez Bryan Escanio Edwin Gómez Jay González Andrés López Kevin Luciano Brahiam Maldonado Iván Maldonado Miguel Martínez Ozzie Martínez Luis Mateo Efraín Nieves Jorge Padilla José Rivera César Rivera Wilfredo Rodríguez Orlando Román Ramesis Rosa Giovanni Soto Kevin Torres |  | Ben Abram Phillippe Aumont Jordan Balazovic Eric Cerantola Michael Crouse Wes Darvill RJ Freure Tyson Gillies Dustin Houle Edouard Julien Ryan Kellogg Jordan Lennerton Chris Leroux Jonathan Malo Will McAffer Dustin Molleken Connor Panas Tristan Pompey Jordan Procyshen Jasvir Rakkar Scott Richmond Evan Rutckyj Rene Tosoni Eric Wood |  | Benjamín Alegría Luis Alen Isaac Benard Jimmy Bermúdez Dwight Britton Jorge Bucardo Wilber Bucardo Jilton Calderón Darrel Campbell Ofilio Castro Berman Espinoza Rafael Estrada Fidencio Flores Jesús Garrido Ernesto Glasgon Elías Gutiérrez Wilton López Gustavo Martínez Marvin Martínez Edgard Montiel Javier Robles Junior Téllez Norlando Valle Wuillians Vasquez |

## Classificação
Um total de oito equipes masculinas se classificou para competir nos jogos. O país-sede (Peru) recebeu classificação automática para o torneio, junto com o vencedor do Campeonato Sul-Americano, os dois primeiros colocados dos Jogos Centro-Americanos e do Caribe de 2018 e os quatro primeiros colocados do torneio de classificação Pan-Americano.
| Evento                                         | Datas                          | Local            | Vagas | Classificados                                                  |
| ---------------------------------------------- | ------------------------------ | ---------------- | ----- | -------------------------------------------------------------- |
| País-sede                                      | —                              | —                | 1     | PER Peru                                                       |
| Campeonato Sul-Americano de 2018               | 15–21 de abril                 | Buenos Aires     | 1     | ARG Argentina                                                  |
| Jogos Centro-Americanos e do Caribe de 2018    | 20–29 de julho                 | Barranquilha     | 2     | PUR Porto Rico CUB Cuba                                        |
| Torneio de classificação Pan-Americano de 2019 | 29 de janeiro – 3 de fevereiro | Ibiúna/São Paulo | 4     | DOM República Dominicana COL Colômbia NCA Nicarágua CAN Canadá |
| Total                                          |                                |                  | 8     |                                                                |

## Resultados

### Primeira fase
Os resultados do evento são demonstrados a seguir. 
|  | Equipes classificadas a segunda fase        |
|  | Equipes classificadas à disputa de 5º lugar |
|  | Equipes classificadas à disputa de 7º lugar |

Todas as partidas seguem o fuso horário local (UTC-5).
Grupo A
| Seleção                  | J | V | D | C+ | C- | DC  |
| ------------------------ | - | - | - | -- | -- | --- |
| PUR Porto Rico           | 3 | 3 | 0 | 13 | 5  | +8  |
| NCA Nicarágua            | 3 | 2 | 1 | 17 | 9  | +8  |
| DOM República Dominicana | 3 | 1 | 2 | 13 | 9  | +4  |
| PER Peru                 | 3 | 0 | 3 | 4  | 24 | –14 |

| 29 de julho 19:05 | República Dominicana | 10 – 3 Ficha | Peru | Complejo Deportivo Villa María del Triunfo Público: 2.798 |

| 30 de julho 10:05 | Porto Rico | 7 – 3 Ficha | Nicarágua | Complejo Deportivo Villa María del Triunfo Público: 1.059 |

| 31 de julho 10:05 | Nicarágua | 4 – 2 Ficha | República Dominicana | Complejo Deportivo Villa María del Triunfo Público: 577 |

| 31 de julho 19:05 | Porto Rico | 4 – 1 Ficha | Peru | Complejo Deportivo Villa María del Triunfo Público: 2.850 |

| 1 de agosto 15:05 | República Dominicana | 1 – 2 Ficha | Porto Rico | Complejo Deportivo Villa María del Triunfo Público: 1.780 |

| 1 de agosto 19:05 | Peru | 0 – 10 Ficha | Nicarágua | Complejo Deportivo Villa María del Triunfo Público: 1.994 |

Grupo B
| Seleção       | J | V | D | C+ | C- | DC  |
| ------------- | - | - | - | -- | -- | --- |
| CAN Canadá    | 3 | 3 | 0 | 28 | 9  | +19 |
| COL Colômbia  | 3 | 2 | 1 | 13 | 13 | 0   |
| CUB Cuba      | 3 | 1 | 2 | 17 | 14 | +3  |
| ARG Argentina | 3 | 0 | 3 | 2  | 24 | –22 |

| 29 de julho 10:05 | Cuba | 1 – 6 Ficha | Colômbia | Complejo Deportivo Villa María del Triunfo Público: 2.456 |

| 29 de julho 15:05 | Argentina | 0 – 10 Ficha | Canadá | Complejo Deportivo Villa María del Triunfo Público: 2.355 |

| 30 de julho 15:05 | Colômbia | 4 – 2 Ficha | Argentina | Complejo Deportivo Villa María del Triunfo Público: 1.560 |

| 30 de julho 19:05 | Canadá | 8 – 6 Ficha | Cuba | Complejo Deportivo Villa María del Triunfo Público: 1.123 |

| 31 de julho 15:05 | Cuba | 10 – 0 Ficha | Argentina | Complejo Deportivo Villa María del Triunfo Público: 987 |

| 1 de agosto 10:05 | Colômbia | 3 – 10 Ficha | Canadá | Complejo Deportivo Villa María del Triunfo Público: N/A |

### Classificação do 5º-8º lugar
Disputa pelo sétimo lugar
| 2 de agosto 10:05 | Peru | 1 – 20 Ficha | Argentina | Complejo Deportivo Villa María del Triunfo Público: 1.125 |

Disputa pelo quinto lugar
| 3 de agosto 10:05 | República Dominicana | 10 – 9 Ficha | Cuba | Complejo Deportivo Villa María del Triunfo Público: 2.415 |

## Segunda fase
| Seleção        | J | V | D | C+ | C- | DC  |
| -------------- | - | - | - | -- | -- | --- |
| PUR Porto Rico | 3 | 3 | 0 | 19 | 9  | +8  |
| CAN Canadá     | 3 | 2 | 1 | 25 | 11 | +14 |
| COL Colômbia   | 3 | 1 | 2 | 15 | 13 | +2  |
| NCA Nicarágua  | 3 | 0 | 3 | 4  | 28 | –24 |

| 2 de agosto 15:05 | Porto Rico | 8 – 5 Ficha | Canadá | Complejo Deportivo Villa María del Triunfo Público: 2.100 |

| 2 de agosto 19:05 | Nicarágua | 1 – 11 Ficha | Colômbia | Complejo Deportivo Villa María del Triunfo Público: 1.513 |

| 3 de agosto 15:05 | Nicarágua | 0 – 10 Ficha | Canadá | Complejo Deportivo Villa María del Triunfo Público: 1.979 |

| 3 de agosto 19:05 | Porto Rico | 2 – 1 Ficha | Colômbia | Complejo Deportivo Villa María del Triunfo Público: 2.313 |

### Fase final
Disputa pelo bronze
| 4 de agosto 11:05 | Colômbia | 0 – 6 Ficha | Nicarágua | Complejo Deportivo Villa María del Triunfo Público: N/A |

Disputa pelo ouro
| 4 de agosto 18:05 | Porto Rico | 6 – 1 Ficha | Canadá | Complejo Deportivo Villa María del Triunfo Público: N/A |

## Classificação final
| Pos.              | Equipe                   | Campanha | Campanha | Campanha |
| Pos.              | Equipe                   | V        | D        |          |
| ----------------- | ------------------------ | -------- | -------- | -------- |
| Medalha de ouro   | PUR Porto Rico           | 7        | 0        |          |
| Medalha de prata  | CAN Canadá               | 5        | 2        |          |
| Medalha de bronze | NCA Nicarágua            | 3        | 4        |          |
| 4                 | COL Colômbia             | 2        | 5        |          |
| 5                 | DOM República Dominicana | 2        | 2        |          |
| 6                 | CUB Cuba                 | 1        | 3        |          |
| 7                 | ARG Argentina            | 1        | 3        |          |
| 7                 | PER Peru                 | 0        | 4        |          |